# Natalia Meneu
Natalia Meneu, née le 29 mai 1969 , est une joueuse professionnelle de squash représentant l'Espagne. Elle atteint en janvier 1990 la 44e place mondiale sur le circuit international, son meilleur classement. Elle est championne d'Espagne à six reprises consécutivement de 1993 à 1998

## Biographie
Elle participe à deux championnats du monde en 1993 et 1997, échouant face à Cassie Jackman et à Sarah Fitz-Gerald.

## Palmarès

### Titres
- Championnats d'Espagne : 6 titres (1993-1998)